# Renacimiento estadounidense

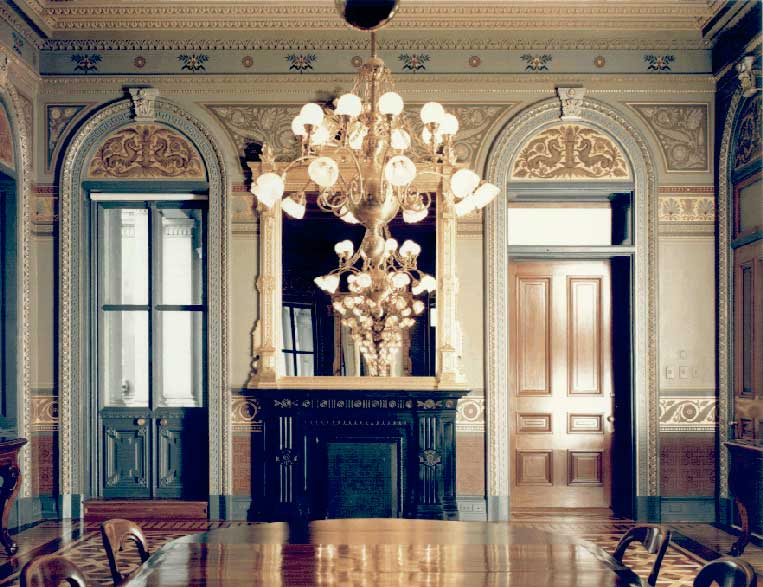
Decoración pintada de estilo renacimiento estadounidense: estampado dorado sobre un fondo verde oliva en la Oficina de la Secretaría de la Marina en el Edificio de la Oficina Ejecutiva, 1879 (ahora Oficina Ceremonial del Vicepresidente)

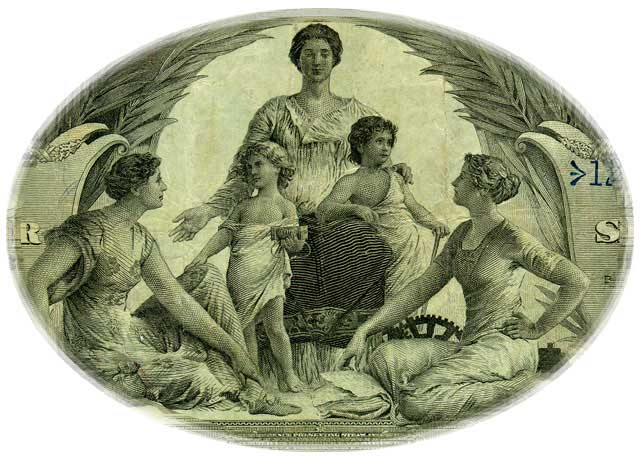
Moneda ennoblecida: la viñeta central del billete de dos dólares, Serie 1896: La Ciencia presenta el Vapor y la Electricidad al Comercio y a la Manufactura (obra de Edwin Blashfield)

renacimiento estadounidense (a veces denominado renacimiento americano, a partir de la traducción literal de su denominación en inglés, American Renaissance) fue un período de la arquitectura y las artes desarrollado en Estados Unidos desde 1876 hasta 1917, caracterizado por una renovada autoconfianza nacional y la sensación de que el país era el heredero de la democracia griega, la ley romana y  el humanismo renacentista. La era abarca el período entre la Exposición del Centenario (que celebraba el centenario de la firma de la Declaración de Independencia) y la entrada de los Estados Unidos en la Primera Guerra Mundial. 

## Características
Durante este período, la preocupación de los Estados Unidos por la identidad nacional (o el Nuevo Nacionalismo) se expresó mediante el modernismo y la tecnología, así como a través del clasicismo académico. Expresó su confianza en las nuevas tecnologías, como los cables de acero del puente de Brooklyn en Nueva York. Encontró sus referentes culturales en las casas de Prairie School y en la arquitectura y en la escultura del estilo Beaux Arts, en el movimiento "Ciudad Hermosa" y en la creación del imperio estadounidense. Los estadounidenses sentían que su nación era la única heredera moderna de la civilización clásica, y que había llegado a la mayoría de edad. Política y económicamente, esta era coincide con la era dorada y con el nuevo imperialismo. 
La arquitectura clásica de la Exposición Mundial Colombina de Chicago en 1893, fue una demostración que impresionó a Henry Adams, quien escribió que la gente "algún día todavía hablará sobre Hunt y Richardson, La Farge y Saint-Gaudens, Burnham y McKim y Stanford White, cuando sus políticos y millonarios ya habrán sido olvidados".
En la cúpula de la sala de lectura de la nueva Biblioteca del Congreso, los murales de Edwin Blashfield trataron el tema central de la época: El progreso de la civilización.
La exposición American Renaissance: 1876–1917 en el Museo de Brooklyn, organizada en 1979, alentó el resurgimiento del interés por este movimiento.

## Ejemplos notables
- Palacio de Justicia del condado de Cuyahoga (1906–1912): el exterior incluye esculturas de Karl Bitter, Daniel Chester French, Herbert Adams, Isidore Konti y Herman Matzen, mientras que el interior contiene murales de Frank Brangwyn, Violet Oakley, Charles Yardley Turner, Max Bohm y Frederick Wilson Una vidriera fue diseñada y ejecutada por Frederick Wilson y Charles Schweinfurth.[4]